# Sahar Taha
Sahar Taha (en árabe: سحر طه‎; 1957-2018) fue una periodista y música iraquí, residente en Líbano. Ella fue copresentadora del programa  libanés Banat Hawa en LBC. Era conocida por tocar el oud, tanto en la música oriental como occidental.

## Biografía
En 1984 Taha recibió una maestría en Administración de Negocios en Bagdad, seguida de la licenciatura en oud y canto del Conservatorio Nacional de Líbano en 1989. Además de su carrera en la música, fue escritora para varios periódicos árabes y libaneses, y había sido escritora para el diario Al-Mustaqbal de Beirut desde 1999. Taha fue la presentadora numerosos programas musicales en los medios de comunicación árabes y trabajó para las estaciones de televisión Future Televisión y ART en la década de 1990.
Sirvió como jueza en festivales de música y programas de todo el Líbano y Egipto en 1995, 2001 y 2002.
Desde 1997, fue miembro del Sindicato de Artistas Profesionales, así como miembro de honor en la Munir Bashir Oud y la Fundación Internacional de Arte Tradicional Musical, en recuerdo del oudista iraquí Munir Bashir.
Desde 1986 había actuado en numerosos conciertos en todo el Oriente Medio y Europa; en Líbano, Jordania, Egipto, Túnez, Siria, Catar,Argelia, Emiratos Árabes Unidos, Alemania, Austria, Italia, Holanda, y su país natal Irak.

## Vida personal
Taha se casó con un libanés y fue naturalizada nacional libanesa. Ella aún tenía familia en Bagdad.
Murió el 17 de agosto de 2018 de cáncer, después de haber superado el mismo en dos ocasiones anteriores en 2003 y 2006.El cuerpo de Taha fue llevado a Beirut.

## Discografía

### Álbumes[11]
- Baghdadiyat feat. Omar Bashir
- Traditional Iraqi songs (2003)
- Gunter Grass Tour De Jemen
- Waddaato Baghdad (2010)
- I Adore You (2012)

## Publicaciones
- Baghdadi Maqamat (2006). ISBN 9953212368. En Árabe.
- From The Heart To Them Parte 1.[12]